# 黄材镇
黄材鎮是中国湖南省宁乡市下辖镇，位于宁乡市西北部。地缘上，黄材镇北部与桃江县松木塘镇接壤，东部与横市镇毗邻，南接老粮仓镇、流沙河镇，西连沙田乡、巷子口镇与沩山乡。辖域面积220平方公里，总人口6.2万人（2000年人口普查55,412人）。

## 历史
由原黄材乡、沙坪乡、月山乡和井冲乡于1995年合并设立。

## 区划
截止2016年，下辖16个村1社区，分别为青羊社区，黄材村、月山村、龙泉村、沙坪村、宁峰村、井冲村、涓水村、松华村、新桥村、石山村、石龙洞村、崔坪村、炭河里村、沩滨村、石狮庵村和塅溪村。

## 地理
沩水河，宁乡市的母亲河，流经黄材镇。
坝址位于黄材镇以西3公里大型土坝水库黄材水库，总面积12,000亩（800公顷），水库总库容1.53亿立方米，灌溉面积28,163公顷。

## 经济
旅游业是黄材镇主要经济来源。

## 教育
- 小学：松柏完小、胜溪学校(已停办)、黄材中心小学
- 初中：沩滨中学
- 高中：宁乡三中(已停办)

## 文化
黄材镇为中国青铜文化主要发现地之一，境内拥有丰富的文化与旅游资源，国宝级文物四羊方尊出自黄材镇境内的炭河里遗址。遗址区已发现西周大型宫殿遗址7座，出土了商周时期近400件青铜器及大量的陶器、玉器和贵族墓葬，其考古发掘2004年被评为中国十大考古新发现，现已规划建设遗址公园与青铜文化博物馆。

## 旅游景点
- 炭河古城
- 炭河里国家考古遗址公园

## 交通
县道X211东西方穿过黄材镇，东方是横市镇，西方终点是黄材水库，连接黄沩线公路。
县道X104穿过黄材镇，东方是横市镇，西南方是巷子口镇。

## 出身名人
- 甘泗淇，中国人民解放军将军。